# Ranchot
Ranchot – miejscowość i gmina we Francji, w regionie Burgundia-Franche-Comté, w departamencie Jura.
Według danych na rok 1990 gminę zamieszkiwało 348 osób, a gęstość zaludnienia wynosiła 50 osób/km² (wśród 1786 gmin Franche-Comté Ranchot plasuje się na 416. miejscu pod względem liczby ludności, natomiast pod względem powierzchni na miejscu 642.).